# Мартинова Світлана Андріївна
Світлана Андріївна Мартинова (*16 травня 1932 — †6 липня 2010) — українська театральна актриса, Заслужена артистка України. Народилася у місті Біла Церква, Київської області. Її батько Мартинов Андрій Семенович теж був театральним актором. Їі мати Євгенія Мартинова (Янковська) закінчила балетну школу, все життя працювала балетмейстером та музичним керівником.

## Життєпис

### Дитячі та юнацькі роки

Світлана з батьком Андрієм Семеновичем та матір'ю Євгенією Олександрівною, м. Чернігів, 1933 рік.

Дитинство Світлани Мартинової почалося в Білій Церкві, але, вже через рік, сім'я переїхала до м. Чернігова, де Світлана прожила аж до початку війни. Там Світлана вчилася у так званій «школі Войкова» у центрі міста. У Чернігові, ще дитиною, Світлана здружилася з Михайлиною Коцюбинською, племінницею відомого українського письменника Михайла Коцюбинського, і вони часто грали разом у домі, де колись жив відомий письменник.

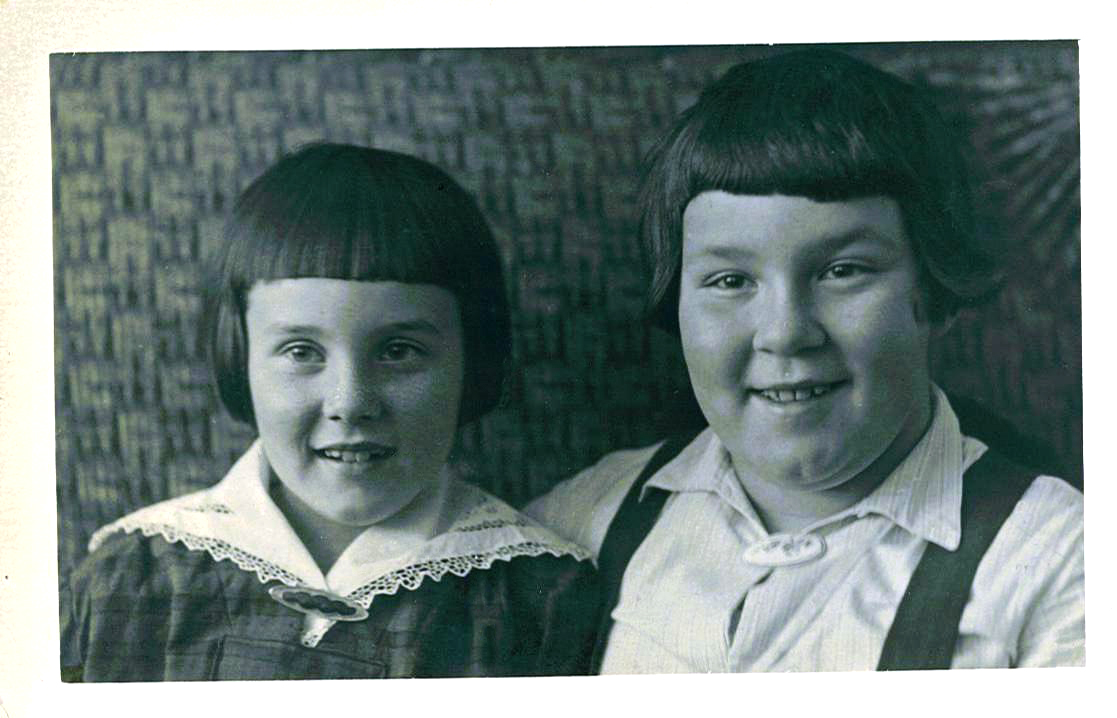
Світлана Мартинова (ліворуч) з Михайлиною Коцюбинською, племінницею відомого українського письменника Михайла Коцюбинського, м. Чернігів, 1939 рік

У 1941 році, вони з матір'ю переїхали у евакуацію до сибірського міста Камінь-на-Обі, а згодом, — до м. Бійськ, де жили до 1947 року. Її батько, який спочатку подався у партизани, майже загубив слід сім'ї, вважаючи, що вони загинули під час бомбардування німцями Чернігова або евакуаційного поїзда, але протягом року відшукав їх у евакуації у Сибіру. А боятися її батькові було чого: евакуаційні поїзди фашистські пілоти бомбили нещадно, навіть ясно бачачи, що їхні бомби падали на мирних цивільних громадян. Світлана навіть бачила, як один з німецьких льотчиків, що пролітав дуже низько, посміхався їм та махав рукою у кабіні, а потім знов лягав на бойовий розворот. Після одного з бомбардувань, особливо після проїзду станцій Бахмач та Конотоп, де вбиті жертви бомбардовані лежали майже не штабелями, Світлана навідріз відмовилась знову сісти у поїзд. Це й врятувало їх з матір'ю життя. Днем пізніше, вони взнали, що у купе вагону, де їхали 9-річна Світлана та її мати, влучила німецька бомба й більшість пасажирів загинуло.

### Студентські роки
У 1947 році, сім'я Мартинових переїхала до Кіровограда. У 1950 році, Світлана вступила до Київського Державного Інституту театрального мистецтва УРСР, який закінчила у 1951 році за фахом «Актриса драматичних театрів». У 1954 році, вийшла заміж за Івана Казнадія, що вчився у тому ж інституті на режисерському факультеті, який згодом став одним з провідних театральних режисерів України. Ця театральна пара пронесла свою велику любов до українського театру через все життя, вони часто обговорювали проекти різних п'єс та їх постановку, мізансцени, тощо. Шафером і дружкою на їх веселлі були їх друзі, а нині добре усім відома «зоряна» театральна пара Ада Роговцева та Костянтин Степанков. У тому ж інституті, тоді навчалася й відома радянська кіноактриса Еліна Бистрицька, добре відома глядачам радянського періоду з фільмів «Добровольці», «Тихий Дон», «Фома Гордєєв» та інших кінофільмів, та з якою Світлана Мартинова підтримувала дружні стосунки.

### Театральна кар'єра
Театральна кар'єра Світлани Мартинової почалася у Кіровоградському музично-драматичному театрі ім. Марка Кропивницького, що вважається першим українським професійним театром. Там вона зіграла ряд цікавих ролей, включаючи роль Жені у виставі «Замулені джерела» за п'єсою Марка Кропивницького, що її поставив її чоловік Іван Казнадій у 1959 році, а також роль Ази у спектаклі за п'єсою Михайла Старицького «Циганка Аза», яку, у 1958 році, поставив провідний український режисер Михайло Донець. Ця роль стала «титульною» роллю Мартинової, яку вона грала багато років у різних постановках, і яка прославила її у багатьох містах України та містах колишнього СРСР (Свердловськ, Уфа, Новосибірськ, Армавір, Майкоп, тощо), куди театр виїжджав на гастролі. Вона грала на одній сцені з талановитими акторами, такими, як Народним артистом УРСР Костянтином Параконьєвим, Народним артистом УРСР Георгієм Семеновим, Народною артисткою УРСР Лідією Тімош та іншими видатними акторами.
У 1962 році, за запрошенням місцевої влади, театральне подружжя переїхало до міста Дніпропетровська, де Світлана грала ролі у спектаклях «На світанку», опереті «Севастопольський вальс», «Людина з зірки», у телеспектаклі дніпропетровського телебачення «Смерть Бесі Сміт» та інших постановках. У 1967 році, через критику її чоловіка, внаслідок анонімних листів певних акторів театру, подружжю довелося полишити Дніпропетровськ та переїхати до міста Львова, де вони працювали у Львівському театрі Радянської армії. У 1969 році, Маринова та Казнадій переїхали знову до міста Кіровограда, де Світлана Мартинова працювала аж до 2003 року, створивши цілий ряд яскравих образів, таких як Гелена, у виставі «Варшавська мелодія» за п'єсою Леоніда Зоріна, роль Одарки у опері Гулака-Артемовського «Запорожець за Дунаєм», роль Хіврі у однойменній виставі за гоголівською п'єсою «Сорочинський ярмарок». До речі, батько Мартинової, свого часу, зіграв роль Шинкаря, але не у виставі, а у художньому фільмі «Сорочинський ярмарок», знятому у 1939 році.
Протягом своєї майже 50-річної театральної кар'єри, Світлана Мартинова зіграла понад 80 ролей у різних театральних та телевізійних постановках, продовжуючи та збагачуючи традиції українського театрального мистецтва.
Світлана Мартинова померла 6 липня 2010 року. Похована на Далекосхідному цвинтарі у м. Кропивницький.
|                                                         |
| У ролі Маші у виставі «Океан» за п'єсою Штейна, 1957 р. |

|                                                                                           |
| У ролі Жені у виставі «Замулені джерела» за п'єсою М. Старицького. м. Кіровоград, 1958 р. |

|                                                                                   |
| У ролі Кухарки у виставі «Куховарка» за п'єсою А. Сафронова, Кіровоград, 1960 рік |

|                                                                     |
| У виставі «Оборона Буші» М. Старицького, Дніпропетровськ, 1963 рік. |

|                                                                      |
| З н.а.У. А.Толоком у опереті «На світанку», Дніпропетровськ, 1964 р. |

|                                                                     |
| У ролі Лариси у опереті «Біла акація», м. Дніпропетровськ, 1964 рік |

| |
| З актором Юрієм Крітенко у виставі «Я люблю, Архімед!», театр ім. Т. Г. Шевченко, м. Дніпропетровськ, 1965 рік. |

| |
| У ролі Бесі у телевиставі дніпропетровського телебачення «Смерть Бесі Сміт» за п'єсою Е. Олбі, 1966 р. |

|                                                                                 |
| Мартинова і Карпенко у виставі «Поцілунок Чаніти», м. Дніпропетровськ, 1966 рік |

| |
| У ролі Гелени з Владленом Попудренко (Віктор) у виставі «Варшавська мелодія» Л. Зоріна, Кіровоград, 1970 р. |

| |
| У ролі Ази у виставі «Циганка Аза», Кіровоградський музично-драматичний театр ім М. Кропивницького, 1971 р. |

| |
| У ролі Елізи Дулітл у виставі «Моя прекрасна леді» за п'єсою Б. Шоу. У ролі професова Хігінса Василь Зіноватний. Кіровоград, 1983 р. |

|                                                              |
| У п'єсі «Відьми» за п'єсою М. Гараєва, Кіровоград, 1987 рік. |

| |
| У ролі Бернарди Альби у виставі «Дім Бернарди Альби» за п'єсою Фредеріко Гарсія Лорки, Кіровоград, 1996 р. |